# كلية بروكلين
تأسست كلية بروكلين في عام 1930 مع إنشاء قسم ملحق لكلية سيتي للمعلمين. وتضم أكثر من 16,000 طالباً وطالبة.. الكلية تقدم البرامج الأكاديمية للدرجة الجامعية والدراسات العليا، إلى جانب شهادات الاعتماد المتقدمة في مجالات : العلوم الإنسانية، العلوم، الفنون المسرحية، العلوم الاجتماعية، التربية والتعليم، برامج التأهيل المهني والدراسات المهنية، وذلك من خلال 3 أقسام أكاديمية هي : كلية الآداب الحرة والعلوم، كلية الدراسات العامة، قسم الدراسات العليا.. ثم بدأت المدرسة في تقديم دروس مسائية لطلاب السنة الأولى من الذكور في عام 1917. في عام 1930 من قبل مجلس مدينة نيويورك للتعليم العالي، سمحت الكلية بمزيج من فروع وسط مدينة بروكلين من كلية هانتر - في ذلك الوقت كلية للبنات - وكلية مدينة نيويورك - كلية للرجال - تم إنشاء كليهما في عام 1926. مع دمج هذه الفروع، أصبحت كلية بروكلين أول كلية عامة للفنون الحرة الليبرالية المختلطة في مدينة نيويورك.
صنفت الولايات المتحدة نيوز اند وورلد ريبورت في المرتبة بين المدرسة رقم 83 باعتبارها كلية إقليمية (المنطقة الشمالية). تم تصنيف المدرسة في المراكز العشرة الأولى من حيث القيمة والتنوع والموقع من قبل برينستون ريفيو في عام 2003 وفي الخمسين الأوائل من حيث القيمة في عام 2009.